# Đường hầm Holland
Đường hầm Holland là một đường hầm dành cho xe cộ dưới sông Hudson. Nó kết nối Lower Manhattan ở Thành phố New York về phía đông với Thành phố Jersey ở New Jersey về phía Tây. Là một đường dẫn không thể thiếu trong vùng đô thị New York, đường hầm Holland được vận hành bởi Cơ quan Cảng vụ New York và New Jersey (PANYNJ). Đường hầm mang Xa lộ Liên bang 78; phía New Jersey cũng được chỉ định là ga cuối phía đông của Đường 139. Đường hầm Holland là một trong ba điểm giao cắt dành cho xe cộ giữa Manhattan và New Jersey, các điểm khác là đường hầm Lincoln và cầu George Washington.
Kế hoạch về một tuyến đường cố định cho xe cộ qua sông Hudson lần đầu tiên được đưa ra vào năm 1906. Tuy nhiên, những bất đồng đã kéo dài quá trình lập kế hoạch cho đến năm 1919, khi người ta quyết định xây một đường hầm dưới sông. Việc xây dựng đường hầm Holland bắt đầu vào năm 1920 và mở cửa vào năm 1927. Vào thời điểm khai trương, Đường hầm Holland là đường hầm dành cho xe cộ dưới nước liên tục dài nhất trên thế giới.
Đường hầm Holland được thiết kế bởi Clifford Milburn Holland, kỹ sư trưởng của dự án, người đã qua đời vào tháng 10 năm 1924, trước khi nó được hoàn thành. Người thay ông tiếp tục công việc là Milton Harvey Freeman, người đã qua đời ít hơn một năm sau ngày chết của Holland. 
Sau cái chết của Freeman, vị trí được chiếm bởi Ole Singstad, người giám sát việc hoàn thành đường hầm. Sau đó, Ole Singstad đã giám sát việc hoàn thành đường hầm.  Đường hầm đã được công nhận là Di tích Lịch sử Cơ khí và Dân dụng Quốc gia vào năm 1982 và Công trình lịch sử Quốc gia vào năm 1993.
Dịch vụ khẩn cấp tại Đường hầm Hà Lan được cung cấp bởi các Đại lý Cầu và Đường hầm của Cảng vụ, những người đóng tại các điểm giao cắt của Cảng vụ.